# Catocala electilis
Catocala electilis là một loài bướm đêm thuộc họ Erebidae. Nó được tìm thấy ở Arizona và México.

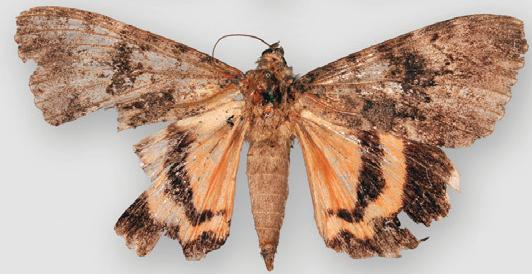
lectotype của Catocala cassandra, hiện tại được coi là đồng nghĩa của Catocala electilis

Ấu trùng ăn Populus fremontii.

## Hình ảnh

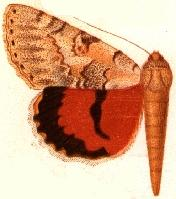